# Jiří Lajtoch
Jiří Lajtoch (* 11. prosince 1953 Přerov) je český politik, v letech 2007 až 2014 senátor za obvod č. 63 – Přerov, od října 2006 do listopadu 2014 primátor města Přerova, člen ČSSD.

## Vzdělání, profese a rodina
V roce 1972 se vyučil spojovacím mechanikem na Odborném učilišti telekomunikací v Ostravě-Porubě, poté nastoupil k Okresní správě spojů v Přerově. Během základní vojenské služby začal studovat Střední průmyslovou školu elektrotechnickou v Olomouci, kde odmaturoval v roce 1979, kdy nastoupil na Vysokou školu dopravy a spojů v Žilině. Toto studium zakončil státními závěrečnými zkouškami v roce 1985.
V letech 1984 až 1987 pracoval jako tajemník Okresního výboru SSM. V letech 1988 – 1998 působil jako vedoucí finančního odboru Městského národního výboru, respektive Městského úřadu v Přerově.
S manželkou Helenou mají dvě dcery, Petru a Martinu.

## Politická kariéra
V roce 1985 se stal členem KSČ. Od roku 1995 je v České straně sociálně demokratické.
V roce 1998 se stal členem zastupitelstva města Přerova a zároveň byl zvolen jeho místostarostou, kterým byl do roku 2006, kdy byl zvolen primátorem Přerova.
V roce 2007 se v senátním obvodu č. 63 – Přerov konaly doplňovací senátní volby, neboť dosavadní senátorka Jitka Seitlová byla zvolena zástupkyní Veřejného ochránce práv. Jiří Lajtoch v prvním kole porazil komunistu Josefa Nekla o pouhých 24 hlasů v poměru 20,91 % ku 20,25 % hlasů. Ve druhém kole se rozestup mezi oběma kandidáty zvětšil a sociální demokrat vyhrál se ziskem 53,23 % všech platných hlasů.
V roce 2008 svůj mandát člena Senátu PČR obhájil. V prvním kole voleb porazil občanského demokrata Eduarda Sohlicha v poměru 32,56 % ku 20,42 % hlasů, ve druhém kole zvítězil se ziskem 61,06 % hlasů. Působil jako místopředseda Výboru pro územní rozvoj, veřejnou správu a životní prostředí, od roku 2010 byl místopředsedou Výboru pro hospodářství, zemědělství a dopravu.
Od listopadu 2010 protikorupční policie vyšetřuje přerovský magistrát kvůli předražení oprav domova důchodců a zimního stadionu. Podle policie stavební firma překročila 20% limit pro tzv. více práce. Detektivové požádali o majetková přiznání přerovských radních i za minulé volební období, seznam sponzorských darů a veřejné zakázky na stavební práce pět let zpět. Policie v této souvislosti požádala senát o zbavení imunity a vydání k trestnímu stíhání Jiřího Lajtocha.
Senát této žádosti vyhověl a Jiří Lajtoch je momentálně vyšetřován.
V komunálních volbách v roce 2014 již nekandidoval a tudíž skončil jako zastupitel i primátor statutárního města Přerova.
Ve volbách do Senátu PČR v roce 2020 kandidoval za ČSSD v obvodu č. 63 – Přerov. Se ziskem 3,20 % hlasů skončil na 9. místě a do druhého kola nepostoupil.